# Cuniuldo
Cuniuldo o Coniuldo fue un eclesiástico visigodo hispano de finales del siglo VII, obispo de Aquis y de Itálica.
Posiblemente era abad del monasterio de Aquis, en la provincia eclesiástica de Lusitania, cuando en el año 677 el rey Wamba conminó al metropolitano de Mérida Esteban a elevar el monasterio a la categoría de sede episcopal, instituyendo así la diócesis de Aquis. Cuniuldo fue nombrado obispo de la nueva sede, siendo consagrado por Esteban.
Tras la caída de Wamba y su sucesión por Ervigio, el XII Concilio de Toledo celebrado en 681 dictaminó que la erección de la diócesis había sido contraria a los usos eclesiásticos, y procedió a su abrogación. Cuniuldo mantuvo su dignidad obispal a la espera de ocupar la próxima sede que quedara vacante.
Posteriormente fue nombrado obispo de Itálica, asistiendo como tal a los concilios toledanos XIII, XV y XVI celebrados respectivamente en los años 683, 688 y 693. Se desconoce si sobrevivió más allá de esta última fecha.